# مارک آرونسون
مارک آرونسون (به انگلیسی: Mark Aaronson) (زادهٔ ۲۴ آگوست ۱۹۵۰ در لس آنجلس، ایالات متحده آمریکا – درگذشتهٔ ۳۰ آوریل ۱۹۸۷)  یک اخترشناس آمریکایی بود.
او در موسسه فناوری کالیفرنیا درس خواند و در سال ۱۹۷۲ مدرک لیسانس خود را از آنجا گرفت و دوره دکترایش را در سال ۱۹۷۷ در دانشگاه هاروارد به پایان رساند.
کارهای وی در سه زمینه متمرکز بود: تعیین ثابت هابل (H0) با استفاده از رابطه تالی-فیشر، مطالعه ستارگان پر کربن و توزیع سرعت این ستارگان در کهکشانهای کوتوله کروی‌وار